# ديفيد بوتشر (سياسي)
ديفيد بوتشر (بالإنجليزية: David Butcher)‏ هو سياسي نيوزلندي، ولد في 1948. حزبياً، نشط في حزب العمال النيوزيلندي. وقد انتخب عضو مجلس النواب النيوزيلندي.